# Miho Pracat
Miho Pracat (otok Lopud, oko 1522. – Dubrovnik 20. srpnja 1607.) – hrvatski pomorac, bankar i dobrotvor.
Rođen je oko 1522. godine na otoku Lopudu. Njegova obitelj potječe s otoka Šipana, a preselili su se na Lopud, koji je pružao veće mogućnosti. Kapetani s Lopuda bili su vlasnici četvrtine dubrovačke trgovačke flote u 16. stoljeću. Miho je radio kao pisar na brodu svoga ujaka. Kasnije je imao svoj brod. Kada mu je otac preminuo 1559. godine, prestao je ploviti i bavio se bankarstvom i brodogradnjom. Postao je jako bogat, imao je 15 imanja na Lopudu, u Gružu, Majkovima i Banji.</ref name="DV"> Bio je pobožan čovjek i velike svote novca davao je u humanitarne svrhe. Pomogao je u izgradnji crkve na Dančama i za dvije crkve na Lopudu te je davao pomoć dubrovačkim franjevcima. Otkupljivao je kršćane koje su Turci odveli u ropstvo.  
U oporuci je sve bogatstvo, kojega je bilo mnogo, ostavio u dobrotvorne svrhe. Dubrovčani su mu željeli odati počast, no dugo su oklijevali jer tada nije bio običaj podignuti spomenik ljudima, osim svecima i mitskim bićima. Ipak, spomenik mu je podignut 1633. godine u dvorištu Kneževa dvora, gdje i danas stoji. Tako je postao jedini pučanin kojemu su u Dubrovačkoj Republici podigli spomenik. Kip je rad talijanskog kipara P. P. Jacomettija, dovršen je 1638. godine. Kip se vidi u šestoj epizodi druge sezone serije Igra Prijestolja u sceni s Kraljem začina u gradu Qarthu, snimanoj u Kneževom dvoru u Dubrovniku.

## Vanjske poveznice
- Miho Pracat Hrvatska tehnička enciklopedija, portal hrvatske tehničke baštine. LZMK